# 齊瓦哥醫生
《日瓦戈醫生》，是蘇聯作家鲍里斯·帕斯捷尔纳克的長篇小說，主要描述俄國醫生尤里·安得列耶維奇·齊瓦哥，與妻子冬妮亞 （Tonya）以及美麗的女護士拉娜（Lara）之間的三角愛情故事。被認為是一部帶有自傳體裁的作品，也是蘇聯文學繼肖洛霍夫《静静的顿河》後，又一經典之作。

## 人物
- 尤里·齊瓦哥（Yuri Andreyevich Zhivago）：主角，醫生。自幼父母雙亡，由舅舅扶養長大。與冬妮亚結婚並有兩子，但在軍醫院與拉瑞莎相戀。
- 維多·科馬羅夫斯基 (Victor Ippolitovich Komarovsky)：把尤里之父逼死的律師，同時又糾纏著拉瑞莎。
- 尼古拉·尼古拉耶維奇·維杰尼亞平（Nikolay Nikolayevich Vedenyapin）：齊瓦哥的舅舅。
- 尼奇（Nicky Dudorov）：尤里的童年好友。
- 米夏（Misha Gordon）：尤里的童年朋友，猶太血統，小時曾親眼目擊老齊瓦哥自殺。
- 冬妮亞（Antonina Alexandrovna Gromeko）：尤里的妻子。
- 艾瑪莉亞（Amalia Karlovna Guishar）：拉瑞莎的母親。
- 拉瑞莎/小名拉娜（Larissa Fyodorovna Guishar / Lara）：早年被維多·科馬羅夫斯基誘姦，帕夏的妻子，尤里的情人。
- 帕夏·安季波夫 / 斯特列爾尼科夫 (Pavel Pavlovich Antipov/ Strelnikov)：鐵路工人的兒子，拉瑞莎的青梅竹馬。
- 利贝里乌斯·米库利钦（Liberius Avercievich Mikulitsin）：遊擊隊的領袖。

## 故事大綱
故事的背景是帝俄末年的1901年，尤里·齊瓦哥（Yury Zhivago）的父親因為遭受事業夥伴陷害自殺身亡，所以尤里由舅父尼古拉（Nikolay）扶養長大。尤里在莫斯科受過良好的高等教育，在醫學院研究細菌學，同時也是一名詩人。後來，尤里得知他的父親還有一個兒子叫葉格拉夫（Yevgraf）。
一天，尤里到女病人安娜（Anna Gromeko）家中看病，尤里告訴她不要擔心，病情很快會康復，過了幾天安娜的病情果然好轉。安娜勸尤里娶自己的女兒冬妮亚（Tonya），於是尤里和冬妮亚開始約會。尤里和冬妮亚在一場聖誕節舞會中遲到了。在大約凌晨兩點左右，尤里和其他賓客聽到一聲槍響，尤里看了那個開槍的女人，發現是那個不久前在病患家中所看到的同一個女子。尤里接到家中消息，要他趕回去。當尤里和冬妮亚抵達時，安娜（冬妮亚的母親）已經因為肺炎死了。尤里和冬妮亚在不久後結婚，並育有一子沙夏（Sasha）。
這時的莫斯科，住著艾瑪莉亞（Amalia Karlovna Guishar），艾瑪莉亞是個寡婦，其丈夫是一位比利時鐵路工程師。艾瑪莉亞帶著她的兩個孩子羅頓（Rodion / Rodya）和拉娜（Larissa / Lara）。藉由丈夫所留下的遺產，與一個叫維多·科馬羅夫斯基（Komarovsky）的律師的建議，買下了一間製衣工廠。拉娜年方十六歲，亭亭玉立，注意到維多常用奇怪的眼光注視著她；當拉娜的母親生病時，維多常帶她去高級餐廳用餐和跳舞。最終拉娜被誘姦，既羞恥又困惑的拉娜開始拒見維多，但維多仍然糾纏著她。艾瑪莉亞其實已經與維多相戀，知道女兒也被情夫染指，怒而服碘自盡。當地的醫生們被召來急救，尤里也在其中。當他們要離開時，尤里的朋友米夏（Misha）告訴他，當年陷害父親身亡的兇手，就是這位可惡的律師維多。
1905年12月，莫斯科的普列斯尼亞區發生民眾示威，拉娜的青梅竹馬帕夏（Patulya / Pasha）也加入了群眾，警察和正規軍趕來鎮壓，拉娜及時制止了帕夏，奪走他的手槍，以防他被殺，而後拉娜決定和帕夏結婚，希望離維多越遠越好，小倆口在拉娜在烏拉山的出生地尤里亞欽（Yuryatin）申請到了小學教師的工作，生下了一個女兒卡雅（Katya）。帕夏後來得知拉娜與維多之間的關係，以為拉娜不愛他，一氣之下便去從軍打仗，不久傳來帕夏失蹤的消息，拉娜於是成為軍中護士，跑到前線尋夫。
第一次世界大戰時，尤里被徵召為軍醫。一日在戰場上被炮彈炸昏，醒來時看見了美麗的護士拉娜，尤里與拉娜一起在軍醫院工作，並逐漸產生情愫，其實，拉娜與他早已相遇過兩次，第一次是在嘗試自殺的艾瑪莉亞房中，他看見拉娜和年長的維多眼神交會。第二次是在聖誕節舞會中，拉娜試圖拿槍刺殺維多，但卻誤擊旁人。有一日在醫院突然宣布革命爆發，滿懷理想抱負的尤里迫不及待回家，倆人告別後各奔東西。
1917年，十月革命後，莫斯科起了很大的變化；他們原先的大房子已被徵用，住了六個家庭。由於莫斯科食物短缺，尤里決定前往瓦雷金諾（Varykino），因為其妻冬妮亚的祖父，在那留下了一棟房子。途中他遇到化名史特雷尼可夫（Strelnikov / 劊子手）的帕夏，原來他只是被俘，後來逃出來，他現在是烏拉爾山的紅軍政委，並用殘酷的手段對付支持白軍的平民。
尤里由於健康問題（家族遺傳的心臟病）到鄰近小鎮尤里亞欽（Yuryatin）上的圖書館查書，在那裡與拉娜再度相逢，從此跟她有一段浪漫的愛情。兩個月後，尤里決定結束這場外遇，並打算將所有實情告訴妻子。在回家的路上，尤里卻不幸被紅軍游擊隊俘虜。當時俄國的白軍和紅軍展開無休止的戰爭，迫使百姓拋棄家園，流離失所。尤里被強迫在游擊隊中擔任軍醫直到內戰結束。在擔任軍醫的兩年中，尤里見到了人性最醜惡的一面；無辜的平民在紅白兩軍的戰火下被無情的蹂躪。冬妮亞在尤里離開後不久生了一個女兒，拉娜協助生產，並且跟冬妮亞成了好友。
被釋放後，尤里回到尤里亞欽去找拉娜，而非去瓦雷金諾找他的家庭，在尤里亞欽發現他的妻小跟岳父已經逃回莫斯科了。他們在一起生活了數個月，一天尤里收到妻子的來信，說當局要將她們全家驅逐出境。此時維多·科馬羅夫斯基又來糾纏拉娜，於是他們躲到了瓦雷金諾，渡過了短暫但快樂的冬天。不久維多又找上門來，這次他跟尤里說拉娜的前夫由於不是血統純正的布爾什維克，因此已被通緝，拉娜和她的女兒都處於危險的情況下；並勸說他們逃往遠東以免被殺。
尤里為了她們母女的安全，假裝答應她們會在稍後會合，並讓維多帶走她們母女。一晚，一個陌生人到了尤里的房子，原來是帕夏，他問拉娜在那裡。尤里回說她們已永遠不會再回來了。帕夏和尤里聊了許多這段時間發生的事情。尤里說拉娜其實仍然一直深愛著他。帕夏說他加入紅軍，目的就是要清算像維多這樣的敗類，並且後悔自己對國家與愛人所造成的傷害。尤里去睡後，帕夏便飲彈自盡。
1922年，尤里回莫斯科找工作，他嘗試取得簽證到巴黎與冬妮亚會合，但是失敗。雖然年未四十，尤里的心臟病已越來越嚴重。他開始和他家人朋友的女兒瑪麗亞（Marina）相戀，並有兩個小孩。尤里的老朋友米夏（Misha）和尼奇（Nicky）希望他能放下對冬妮亚的感情，並專注在瑪麗亞上。不久尤里在莫斯科的醫院找到新工作，卻在上班第一天的路上，死於心臟病發。
拉娜在尤里的葬禮上出現，她從伊尔库茨克回到莫斯科，原先是要找認識帕夏的熟人，卻遇到了尤里的送葬隊伍。拉娜不幸地與她跟尤里所生的女兒分離，並向尤里的異母兄弟葉格拉夫求助。葉格拉夫希望她能留下來幾天，幫忙處理尤里的後事。她待了數天後便被秘密警察帶走，死於北方一個不知名的集中營。
1943年，尤里的好友米夏和尼奇，在第二次世界大戰中遇到一個洗衣女孩－塔妮亚(Tanya)，她訴說著她的生活遭遇：她的母親曾經跟一個叫維多·科馬羅夫斯基的男人同居，維多曾是內閣閣員，不是她的生父，在蒙古避難，紅軍進駐後，維多將她們用秘密火車運走，塔妮亚被母親寄養在車站的信號員瑪法（Marfa）家數日，但自從那以後她就沒再見過母親，後來她隨紅軍橫跨整個西伯利亞。眾人這才知道她就是尤里和拉娜所生的女兒，他們同意由尤里的異母兄弟，已官拜少將的葉格拉夫，來照顧塔妮亚的生活。

## 出版
雖然齊瓦哥醫生的內容背景大多是在1910到1920年代，但直到1956年此書才全部完成。該書在蘇聯被禁，1957年被意大利出版商詹贾科莫·菲尔特里内利偷运出境，並在米蘭以俄文發行，隔年又發行了意大利文和英文的版本，並得到很大的回響，並為作者贏得了1958年的诺贝尔文学奖。

## 评论
在醫學院時，尤里·齊瓦哥的一位教授提醒他：“細菌在顯微鏡下或許看起來很漂亮，但是它們卻對人類做些醜陋的事。”
齊瓦哥的理想和原則信仰站在戰亂（第一次世界大戰、俄國革命和接下來的俄國內戰）所帶來的殘酷和恐怖的對立面。書中有很大的部分在描述理想主義是如何地被布爾什維克、叛軍和白軍所摧毀。尤里必須在那動亂的時代親眼目睹無辜平民所遭受的恐怖事件。甚至於他一生的摯愛—拉娜，都從他身邊被奪走。
他對於戰爭可以把整個世界變得無情、把之前和平相處的人們變得水火不容而深思良久。他那橫跨俄國的旅程可以說是有種史詩的感覺，因為他所經歷過的世界是那樣的不同。他渴望可以找到一個地方可以逃離這一切，這驅使著他橫跨冰天雪地的西伯利亞，最終回到莫斯科。鲍里斯·帕斯捷尔纳克隱約的批評了蘇聯的意識形態：他不同意塑造一種「新人」，因為這違反了人性。這也是這個小說的主體思想。

## 改編
《日瓦戈医生》被好莱坞搬上银幕，拍成同名电影。

## 外部連結
- 《中国大百科全书》第三版网络版中的条目：（简体中文）
- SparkNotes: Dr. Zhivago（英文）